# Grzbiet Nazca

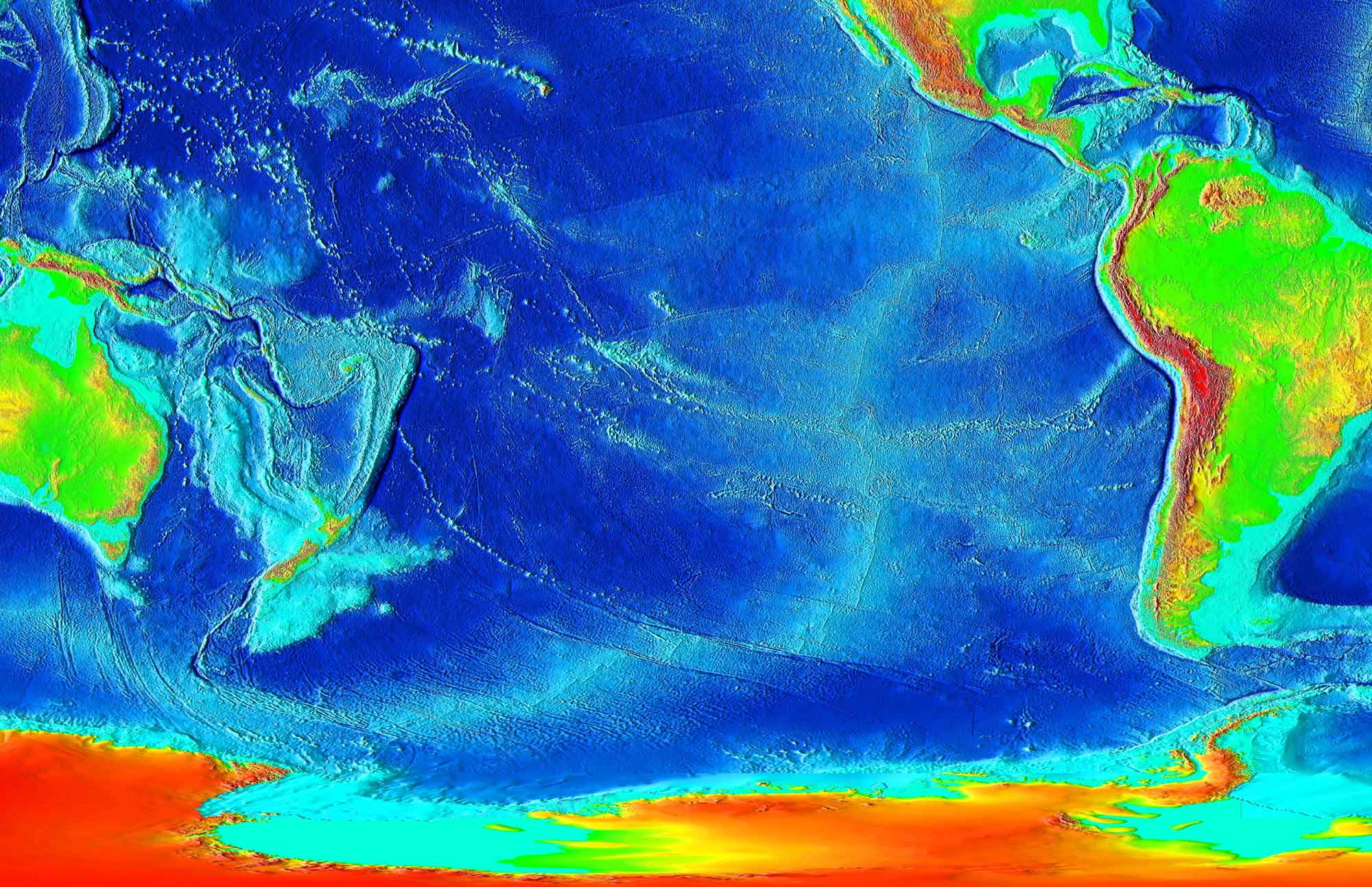
Grzbiet Południowopacyficzny, Grzbiet Wschodniopacyficzny i Grzbiet Nazca

Grzbiet Nazca – grzbiet podmorski położony w południowo-wschodniej części Oceanu Spokojnego.
Znajduje się na płycie Nazca i dochodzi do rowu Atakamskiego.
Nie jest on fragmentum systemu grzbietów śródoceanicznych.
Nie jest pewne, z jakich skał jest zbudowany Grzbiet Nazca: czy ze skał wulkanicznych, powstałych w wyniku przesuwania się płyty oceanicznej ponad tzw. plamą gorąca, czy też ze skał magmowych i metamorficznych i jest fragmentem skorupy kontynentalnej.
Zgodnie z teorią tektoniki płyt litosfery jest on pochłaniany w tzw. strefie subdukcji, pod dnem rowu Atakamskiego.